# Parc éolien de la Voie sacrée
Pour les articles homonymes, voir Voie Sacrée.
Le parc éolien de la Voie sacrée est un parc éolien situé dans le département de la Meuse, en France.

## Description
Il est partagé entre les villes de Beausite, Raival, Courcelles-sur-Aire, Érize-la-Petite et Maurechamp, non loin de la Voie sacrée. Le parc éolien terrestre a été proposé et installé en 2007, et contient aujourd'hui 27 éoliennes Gamesa G90/2000, chacune avec une hauteur de moyeu de 78 mètres et un diamètre de 90 mètres. Individuellement, chacune des éoliennes de la Voie sacrée a une capacité nominale de 2 000 kW, pour une capacité totale de 54 000 kW pour le parc éolien.
En 2013, la contribution en puissance du parc éolien de la Voie sacrée représentait environ 0,65 % de la puissance éolienne totale en France (8 254 MW). Le promoteur du parc éolien est la SFE française d'éoliennes et le parc est actuellement détenu et exploité par Sorgenia France. La Voie sacrée est un contributeur de la zone 55 de l'énergie éolienne française[pas clair]. 